# Wit-Russische kampioenschappen schaatsen allround
De Wit-Russische allroundkampioenschappen schaatsen worden sinds 1995 jaarlijks georganiseerd. Alle edities vonden plaats op de IJsbaan van Minsk, Stadion Chimik of op die van IJsbaan Lnokobnita. Het allroundtoernooi wordt verreden over twee dagen.

## Mannen
Bij de mannen hebben vooral Vitaly Novitsjenko en Vitalij Michajlov de allroundkampioenschappen gedomineerd. Het eerste kampioenschap werd in 1995 gehouden en werd daarna regelmatig gereden als het voldoende had gevroren:
| Jaar | Plaats      | Goud               | Zilver             | Brons                |
| ---- | ----------- | ------------------ | ------------------ | -------------------- |
| 1995 | Orsha       | Vitaly Novitsjenko | Oleg Psevkin       | Gennady Semjonov     |
| 1996 | Svetlogorsk | Vitaly Novitsjenko | Oleg Psevkin       | Gennady Semjonov     |
| 1997 | Orsha       | Andrej Tsyganov    | Oleg Psevkin       | Gennady Semjonov     |
| 1998 | Minsk       | Oleg Psevkin       | Sergej Novitsjenko | Gennady Semjonov     |
| 1999 | Orsha       | Vitaly Novitsjenko | Oleg Psevkin       | Oleg Avtusjenko      |
| 2000 | Orsha       | Vitaly Novitsjenko | Sergej Novitsjenko | Oleg Psevkin         |
| 2001 | Orsha       | Vitaly Novitsjenko | Sergej Novitsjenko | Vitaly Rogovtsev     |
| 2003 | Minsk       | Andrej Sjemetovets | Oleh Moisejev      | Vitalij Michajlov    |
| 2004 | Minsk       | Igor Makovetsky    | Vitaly Rogovtsev   | Oleh Moisejev        |
| 2006 | Minsk       | Vitaly Rogovtsev   | Dmitry Jermolenko  | Dmitry Jerasjnok     |
| 2011 | Minsk       | Vitalij Michajlov  | Roman Smirnov      | Aleksandr Vostryakov |
| 2012 | Minsk       | Vitalij Michajlov  | Vladislav Avdeev   | Artem Cygankov       |
| 2013 | Minsk       | Vitalij Michajlov  | Dmitry Erashnok    | Artem Maczkevich     |

### Medaillespiegel (sinds 1995)
| Naam               | Goud | Zilver | Brons |
| ------------------ | ---- | ------ | ----- |
| Vitaly Novitsjenko | 5    | 0      | 0     |
| Vitalij Michajlov  | 3    | 0      | 1     |
| Oleg Psevkin       | 1    | 4      | 1     |
| Vitaly Rogovtsev   | 1    | 1      | 1     |
| Igor Makovetsky    | 1    | 0      | 0     |
| Andrej Tsyganov    | 1    | 0      | 0     |
| Andrej Sjemetovets | 1    | 0      | 0     |
| Sergej Novitsjenko | 0    | 3      | 0     |
| Oleh Moisejev      | 0    | 1      | 1     |

## Vrouwen
Bij de vrouwen heeft geen enkele vrouw echt gedomineerd op de nationale kampioenschappen, hoewel Tatjana Michajlova drie titels op rij won. Hieronder volgt een overzicht van de winnaars van de nationale kampioenschappen allround bij de dames:
| Jaar | Plaats      | Goud                   | Zilver                 | Brons                  |
| ---- | ----------- | ---------------------- | ---------------------- | ---------------------- |
| 1995 | Orsha       | Anzjelika Kotjoega     | Olga Klyga             | Ljudmila Kostjukevitsj |
| 1996 | Svetlogorsk | Olga Klyga             | Natalja Vrublevskaja   | Svetlana Titova        |
| 1997 | Orsha       | Anzjelika Kotjoega     | Olga Klyga             | Ljudmila Kostjukevitsj |
| 1998 | Minsk       | Svetlana Tsjepelnikova | Irina Safrankova       | Svetlana Radkevitsj    |
| 1999 | Orsha       | Ljudmila Kostjukevitsj | Svetlana Tsjepelnikova | Irina Safrankova       |
| 2000 | Orsha       | Svetlana Radkevitsj    | Svetlana Tsjepelnikova | Tatjana Strizjevskaja  |
| 2001 | Orsha       | Svetlana Tsjepelnikova | Olga Rogovtseva        | Marina Vlasenko        |
| 2003 | Minsk       | Olga Rogovtseva        | Natalja Varfalamejeva  | Julija Plosjkina       |
| 2004 | Minsk       | Joelija Jasenok        | Marya Majbina          | Julija Kazakevitsj     |
| 2006 | Minsk       | Joelija Jasenok        | Anna Badajeva          | Marya Majbina          |
| 2011 | Minsk       | Tatjana Michajlova     | Ekaterina Morozova     | Kseniya Sadovskaya     |
| 2012 | Minsk       | Tatjana Michajlova     | Ekaterina Morozova     | Margarita Koptyug      |
| 2013 | Minsk       | Tatjana Michajlova     | Ekaterina Morozova     | Margarita Koptyug      |

### Medaillespiegel
| Naam                   | Goud | Zilver | Brons |
| ---------------------- | ---- | ------ | ----- |
| Tatjana Michajlova     | 3    | 0      | 0     |
| Svetlana Tsjepelnikova | 2    | 2      | 0     |
| Anzjelika Kotjoega     | 2    | 0      | 0     |
| Joelija Jasenok        | 2    | 0      | 0     |
| Olga Klyga             | 1    | 2      | 0     |
| Olga Rogovtseva        | 1    | 1      | 0     |
| Ljudmila Kostjukevits  | 1    | 0      | 2     |
| Svetlana Radkevitsj    | 1    | 0      | 1     |
| Ekaterina Morozova     | 0    | 3      | 0     |

 Argentinië · 
 België · 
 Bohemen · 
 Canada · 
 China · 
 DDR · 
 Duitsland (mannen) - (vrouwen) · 
 Estland · 
 Finland · 
 Frankrijk · 
 Hongarije · 
 IJsland · 
 Italië · 
 Japan · 
 Kazachstan · 
 Mongolië · 
 Nederland (mannen) - (vrouwen) · 
 Nieuw-Zeeland ·
 Noorwegen (mannen) - (vrouwen) · 
 Oekraïne · 
 Oostenrijk · 
 Polen · 
 Roemenië · 
 Rusland · 
 Tsjechië · 
 Verenigde Staten · 
 Wit-Rusland · 
 Zuid-Korea · 
 Zweden · 
 Zwitserland